# 메이슨 마운트
메이슨 토니 마운트(영어: Mason Tony Mount, 1999년 1월 10일 ~ )는 현재 프리미어리그의 맨체스터 유나이티드와 잉글랜드 축구 국가대표팀에서 뛰고 있는 잉글랜드의 축구 선수로, 포지션은 공격형 미드필더, 중앙 미드필더이다.
2017년 첼시 FC에서 데뷔한 후 2017년부터 2019년까지 피테서와 더비 카운티에서 임대 생활을 했다. 2019-20 시즌부터 첼시 1군에 자리잡은 후 2021년 첼시 소속으로 UEFA 챔피언스리그, UEFA 슈퍼컵, FIFA 클럽 월드컵 우승을 경험했다. 그는 2020-21 시즌, 2021-22 시즌에 첼시 올해의 선수로 선정되었다.
마운트는 2017년 잉글랜드 U-19 축구 국가대표팀에서 뛰면서 UEFA U-19 축구 선수권 대회 우승을 경험했다. 2019년 20살의 나이에 잉글랜드 축구 국가대표팀 데뷔전을 가졌고 UEFA 유로 2020과 2022년 FIFA 월드컵에 참가했다.

## 클럽 경력

### 맨체스터 유나이티드 FC
2023년 7월 5일, 맨체스터 유나이티드는 공식 홈페이지를 통해 메이슨 마운트가 첼시에서 맨체스터 유나이티드 FC로 이적했다고 발표했다. 마운트는 맨체스터 유나이티드와 2028년 6월까지 유효한 5년 계약을 체결했고 계약 기간을 연장할 수 있는 옵션이 계약에 포함되어 있다. 마운트는 등번호로 2022-23 시즌까지 크리스티아누 호날두가 사용했던 7번을 받았다.

## 수상

#### 첼시
- UEFA 챔피언스리그 : 2020-21
- UEFA 슈퍼컵 : 2021
- FIFA 클럽 월드컵 : 2022

#### 맨체스터 유나이티드
- FA컵 : 2023-24

#### 국가대표
- UEFA U-19 유로 : 2017
- UEFA 유로 준우승 : 2021

#### 개인
- UEFA U-19 유로 대회 MVP : 2017
- UEFA U-19 유로 대회 베스트 : 2017
- 에레디비시 올해의 팀 : 2017-18
- UEFA 챔피언스리그 시즌의 스쿼드 : 2020-21